# Robert Escarpit
Robert Escarpit (Saint-Macaire, 24 aprile 1918 – Langon, 19 novembre 2000) è stato uno scrittore, giornalista e sociologo francese.

## Biografia
Dopo aver trascorso l'infanzia e l'adolescenza nel dipartimento della Gironda, studia la lingua inglese, più per necessità che per un reale interesse, conseguendo il titolo di dottore in lettere. Dal 1943 al 1945 insegna al liceo di Arcachon, prima di diventare professore universitario, specialista in letteratura inglese.
Ha militato nel socialismo francese e durante l'invasione tedesca si è arruolato nella resistenza francese.
Dopo la guerra ha diretto l'Institut français d'Amérique latine a Città del Messico, per poi insegnare letteratura comparata a Bordeaux (1951-1970) dove ha creato nel 1960 il "Centre de sociologie des faits littéraires" (divenuto poi "Institut de littérature et de techniques artistiques de masse", ILTAM).
Direttore scientifico del Dictionnaire international des termes littéraires, collaboratore di Le Monde, Le Matin, L'Express, Sud Ouest Dimanche (dove dialoga con Jacques Ellul), Le Nouvel Observateur, nonché critico letterario per diverse riviste, tra cui Le Canard enchaîné. È stato anche presidente dell'Université de Bordeaux III (1975-1978) ed eletto nel 1982 al consiglio regionale dell'Aquitania. Dal 1958 ha diretto il laboratorio di scienze dell'informazione e della comunicazione del CNRS.
Ha inoltre fondato nel 1972, con Roland Barthes, Jean Meyriat e altri, la Société française des sciences de l'information et de la communication (SFSIC), società di ricerca tuttora esistente.
È autore di una cinquantina di opere, tra cui saggi letterari o sociologici e romanzi.

## Opere
- Les Londiniennes, 1935 (ed. privata, illustrato da René Mongé)
- Contracorrientes mexicanas: baratillo de impresiones e ideas, Robredo, México, 1947
- Précis d'histoire de la littérature anglaise, Hachette, Paris, 1950
- De quoi vivait Byron, presentazione di André Maurois, Deux Rives, Paris, 1952 (su Lord Byron)
- Contes et légendes du Mexique, 1953, 1963²; trad. it. Racconti e leggende del Messico, S.A.I.E., Torino, 1965
- L'Angleterre dans l'œuvre de Madame de Staël, Didier, Paris, 1954
- Guide anglais, Hachette, 1954 (in collaborazione con Jean Dulck)
- Rudyard Kipling: servitudes et grandeurs imperiales, Hachette, 1955
- Lord Byron: un temperament littéraire, 2 voll., Le cercle du livre, Paris, 1955-57
- Sociologie de la littérature, 1958; trad. Sociologia della letteratura, Guida, Napoli, 1970, 1974²; n. ed. a cura di Riccardo D'Anna, TEN, Roma, 1994 ISBN 88-7983-468-1
- Les dieux du Patamba, Arthème Fayard, Paris, 1958 (narrativa)
- Les deux font la paire, Fayard, 1959
- Peinture fraîche, Fayard, 1960 (narrativa, prix de l'humour)
- L'humour, 1960; trad. di Simonetta Giacobbe Columbu, L'humour, Lucarini, Roma, 1987 ISBN 88-7033-209-8
- Ecole laïque, école du peuple, 1961; trad. di F. Reggiani, Scuola laica scuola di tutti, con un saggio di Andrea Canevaro, Emme, Milano, 1977
- Sainte Lysistrata, Fayard, 1963
- Le littératron, Flammarion, 1964 (romanzo)
- Hemingway, La renaissance du livre, Paris, 1964
- Mes généraux, Fayard, 1965
- La révolution du livre, 1965; trad. di Mario Guaraldi, La rivoluzione del libro, Marsilio, Padova, 1968
- Lettre ouverte à Dieu, Albin Michel, 1966 (saggio)
- Le livre et le conscrit, Cercle de la librairie, 1966
- Honorius, pape, Flammarion, 1967 (romanzo)
- Paramémoires d'un gaulois, Flammarion, 1968
- Le fabricant de nuages, Flammarion, 1969 (narrativa)
- Le littéraire et le social, éléments pour une sociologie de la littérature, 1970 (a cura di); trad. di Mario Baccianini, Letteratura e società, a cura di Graziella Pagliano Ungari, Il Mulino, Bologna, 1972
- Les somnambidules, Flammarion, 1971
- Lettre ouverte au diable, Albin Michel, 1972 (saggio)
- Systèmes partiels de communication (in collaborazione con Charles Bouazis), 1972
- L'écrit et la communication, 1973; trad. di Luciano Nanni, Scrittura e comunicazione, Garzanti, Milano, 1976
- Les Contes de la Saint-Glinglin, Livre jeunesse, 1973 (narrativa per l'infanzia)
- La faim de lire, Unesco, Pairs, 1973 (a cura di, in collaborazione con Ronald E. Barker); trad. di Mario Caricchio, La fame di leggere, Armando, Roma 1976
- Le ministricule, Flammarion, 1974 (romanzo)
- Appelez-moi Thérèse,  Flammarion, 1975 (romanzo)
- Au jour le jour, billets du Monde 1949-1974, Pauvert, 1975
- Théorie générale de l'information et de la communication, 1976; trad. di Maria Grazia Rombi, Teoria dell'informazione e della comunicazione, Editori Riuniti, Roma, 1979
- Vivre la gauche, Flammarion, 1977
- L'enfant, l'image et le récit, Mouton, Paris, 1977 (a cura di)
- Les reportages de Rouletabosse, 1978; trad. Rouletabosse inviato speciale, Rizzoli, Milano, 1980 (narrativa per l'infanzia)
- Le réveillon de Sophie, Magnard 1978 (narrativa per l'infanzia)
- Le jeune homme et la nuit, Flammarion, 1979 (narrativa)
- Les vacances de Rouletabosse, Magnard, 1980 (narrativa per l'infanzia)
- Petit Gambu, Magnard, 1981
- Les Va-nu-pieds, Editions Universitaires 1982 (narrativa)
- Les enquêtes de Rouletabosse, Magnard, 1983
- Les Voyages d'Hazembat (Flammarion):
  - 1. Marin de Gascogne 1789-1801, 1984
  - 2. Le prisonnier de Trafalgar, 1985
  - 3. Vents et Marées, 1986
- Meurtre dans le Pignadar, Hachette, 1986 (romanzo)
- La ronde caraïbe, Hachette, 1987
- Question d'étiquette, Hachette, 1987
- Le petit dieu Okrabe, La Farandole, 1987
- Papa 1000, Magnard, 1988
- Carnets d'outre-siècle 1934-1940, Messidor, 1989
- Les fêtes impertinentes, Messidor, 1990
- Entretiens avec Jean Devèze et Anne-Marie Laulan, 1992, SFSIC, coll. «Les fondateurs de la SFSIC»  Archiviato il 23 gennaio 2012 in Internet Archive.
- Le secret du pilfastron, Bayard, 1992
- Un si beau jour pour mourir, 1992]
- Tom, Quentin et le géant Billal, Hachette, 1993
- Hugo, Charlie et la reine Isis, Hachette, 1995
- L'information et la communication, théorie générale, Hachette, 1997